# Vanligt piggsvin
Vanligt piggsvin (Hystrix cristata) är ett däggdjur i familjen jordpiggsvin (Hystricidae).

## Utbredning och habitat
Artens utbredningsområde är uppdelat i flera populationer. Den största populationen sträcker sig i en strimma söder om Sahara från Senegal till Kenya. Andra afrikanska populationer finns i Etiopien, norr om Atlasbergen vid Medelhavet och i Libyen vid staden Benghazi. Arten förekommer även i centrala och södra Italien samt på Sicilien.
Vanligt piggsvin lever i olika habitat som skogar, klippiga områden, sandiga halvöknar och bergstrakter.

## Kännetecken

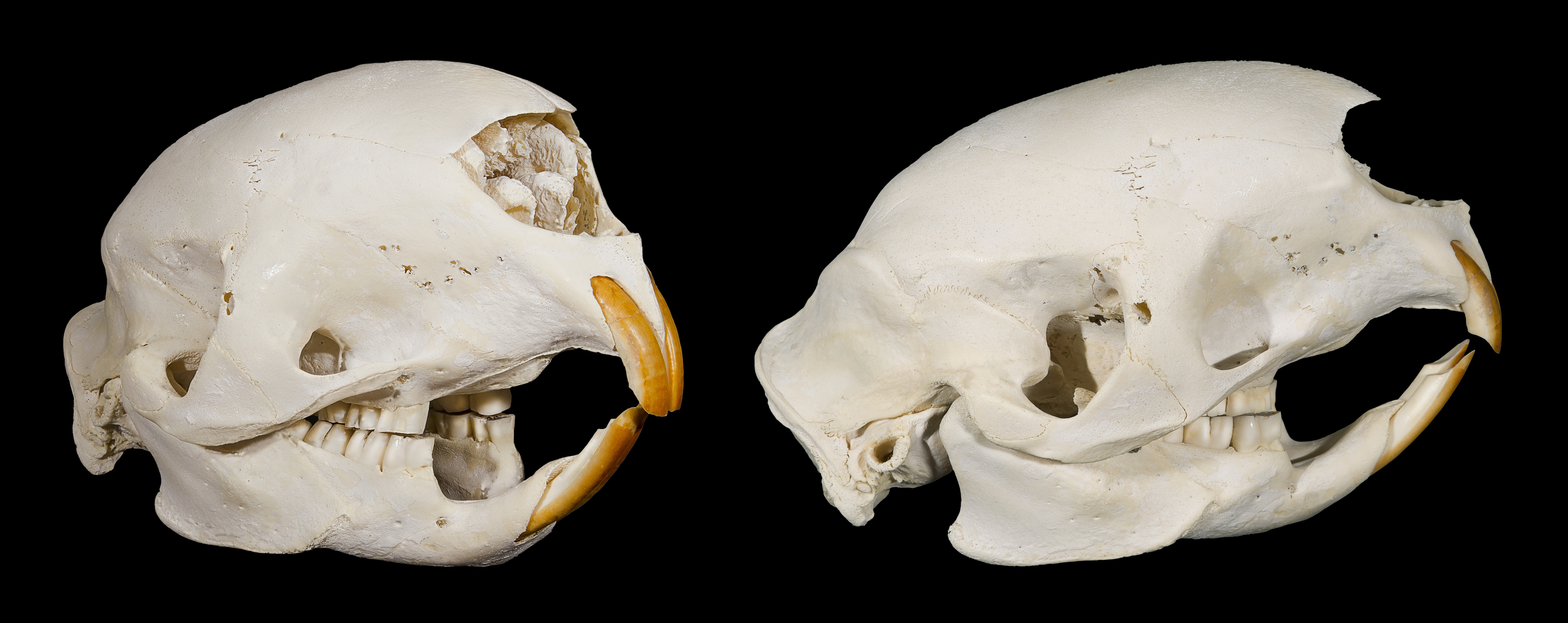
Skalle av vanligt piggsvin.

Vanligt piggsvin och sydafrikanskt piggsvin är de största afrikanska gnagare.
Individerna når vanligen en längd mellan 63 och 69 centimeter, sällan upp till 93 centimeter. Svansen blir 8 till 17 centimeter lång. Vikten ligger vid 10 kilogram, ibland upp till 30 kilogram. De minsta exemplaren lever i norra Afrika och i Italien och de största individerna hittas i östra Afrika. Varje population har däremot påfallande storleksvariationer.
Taggarna är egentligen omvandlade hår. Jordpiggsvinens päls består av många olika sorters hår. Det finns mjuka ullhår, elastiska och stela borstar samt runda långa taggar. De största av dessa når en längd av 35 centimeter och en diameter av 7 millimeter. Taggarna på bålen har svarta och vita avsnitt samt en lång vit spets. Vid axlarna förekommer en man av främst mjuka hår som är upp till 45cm långa och mörka till svarta. Det breda huvudet kännetecknas av små ögon och små mörka öron. Vid svansen finns taggar som orsakar ett typiskt ljud när de skakas, vilket vanligen sker när djuret är upprört. Dessa skallrande taggar är upp till 5 cm långa och 2 till 5 mm tjocka.
Händer och fötter har fem fingrar respektive tår som är utrustade med klor.

## Levnadssätt
Vanligt piggsvin är aktiv på natten och utstöter ofta markanta läten. Under dagen och vintern vilar individerna i underjordiska bon, de håller ingen vinterdvala.
I bon vistas vanligen en hona, en hanne och upp till 2 årskullar. Vanligen har honor bara en kull per år. Dräktigheten varar i ungefär nio veckor (66 dagar) och sedan föder honan oftast ett eller två ungdjur med mjuka taggar, sällan fyra. Ungarna har vid födelsen en genomsnittlig vikt av 1000 gram och börjar efter två till tre veckor med fast föda. Efter cirka två år är de könsmogna.
Artens naturliga fiender är leoparder, större rovfåglar och hyenor.

## Föda
Vanligt piggsvin livnär sig framförallt av växtdelar, bland annat rötter, rotfrukter, örter, frukter som ligger på marken och trädens bark. Dessutom äter den insekter, groddjur och andra smådjur samt färska as. När piggsvinet gnager på kadavrets ben blir framtänderna vassare och gnagaren upptar kalcium. Arten kan vandra upp till 15 km per natt för att hitta föda.

## Hot
Arten jagas för köttets skull och betraktas i vissa regioner som skadedjur när den äter odlade växter. I Marocko används djuret i den traditionella läkekonsten. På grund av det stora utbredningsområde och den jämförelsevis stabila populationen listas arten av IUCN som livskraftig (least concern).